# Sidevåben
Et sidevåben er et våben, normalt en pistol, men nogle gange en kniv, daggert, sværd, bajonet eller andet meleevåben, der bæres på kroppen i et hylster (for en pistol eller revolver) eller en skede (når der er tale om blankvåben) der gør våbnet nemt at komme til og bruge. Et sidevåben er normalt en del af udstyret til en militærofficer, og kan også bares af politiolk. Normalt vil uniformeret personale bære deres sidevåben fuldt synligt, mens undercover-personel vil gemme deres sidevåben under tøjet. Et sidevåben kan bæres som eneste våben eller være reserve til et primært våben som en riffel, shotgun eller maskinpistol.